# Pyrazolone

3H-Pyrazol-3-on
4H-Pyrazol-4-on

Als Pyrazolone werden in der Chemie die Vertreter einer Stoffgruppe von organischen Verbindungen bezeichnet, die zu den Heterocyclen zählt. Sie leiten sich von einem über eine zusätzliche Ketogruppe verfügenden Pyrazol ab.
Die beiden Basisverbindungen, 3H-Pyrazol-3-on und 4H-Pyrazol-4-on, haben praktisch keine Bedeutung.
Im erweiterten Sinne werden auch die Dihydropyrazolone zu den Pyrazolonen gezählt, deren Derivate vielfältige Einsatzmöglichkeiten finden.

## Geschichte
Die erste Synthese eines Pyrazolons gelang Ludwig Knorr 1883 erstmals. Er setzte dabei zunächst Phenylhydrazin mit Acetessigester um und beschrieb als Produkt ein Hydrazon. Dieses konnte er durch eine Kondensation weiter umsetzen und beschrieb ein Produkt mit der Summenformel C10H10N2O. Die Strukturdiskussion verschob er dabei auf Grund fehlendem weiteren experimentellen Material.
Die Strukturdiskussion des noch unbekannten Kondensationsproduktes führte Knorr 1884. Dabei formulierte er ein alternatives Reaktionsprodukt für die Umsetzung von Phenylhydrazin und Acetessigester.
Dieses Zwischenprodukt sollte durch das Abspalten eines Moleküls Ethanol zu einem Oxymethylchinizin weiter reagieren. 
Dabei erkannte er korrekterweise, dass das Produkt ein am Stickstoff gebundenes Wasserstoff enthält, weshalb er eine Reaktion am Aromaten annahm. Die Erkenntnis, dass diese Annahmen falsch waren, folgten 1887 und Knorr beschrieb die Struktur des Produkts als (1)-Phenyl-(3)-methyl-(5)-pyrazolon. Nach anschließender Methylierung des Zwischenprodukts erhielt Knorr das Phenazon, wobei dieses bereits seit 1883 patentiert war.

## Synthese
Synthetisch zugänglich sind viele Pyrazolone durch Kondensation von Hydrazinen und β-Ketocarbonylverbindungen.

## Dihydropyrazolone
Die Dihydropyrazolone leiten sich von den Pyrazolonen formal durch Hydrierung einer Doppelbindung ab. Auch hier kommt den unsubstituierten Stammverbindungen keine praktische Bedeutung zu.

1,2-Dihydro-3H-pyrazol-3-on (2,3-Dihydro-1H-pyrazol-3-on)
2,4-Dihydro-3H-pyrazol-3-on (4,5-Dihydro-1H-pyrazol-5-on)

Die Dihydropyrazolone unterliegen der Lactam-Lactim-Tautomerie und können daher auch als Pyrazolole aufgefasst werden.

## Verwendung
| Pigment Gelb 10 |
| |
| Pigment Gelb 10, ein Dihydropyrazolon-Derivat von 2,4-Dichloranilin, wird in den USA für Straßenmarkierungen genutzt. |

Dihydropyrazolon-Derivate, insbesondere Phenazon-Derivate wie Propyphenazon oder Metamizol, wirken als Analgetika, Antiphlogistika und Antipyretika und bilden die Wirkstoffgruppe der Pyrazolon-Nichtopioid-Analgetika.
Einige Dihydropyrazolone werden als Pigmente (Pyrazolon-Pigmente wie Pigment Gelb 10) und als Komponenten zur Synthese von Azofarbstoffen (wie beispielsweise Tartrazin, Flavazin L) verwendet.
Phenidon (1-Phenyl-3-pyrazolidinon) wurde als Entwicklerflüssigkeit in der Schwarzweißfotografie eingesetzt.